# デンマークの政党別の国会議員数
デンマークの政党別の国会議員数（デンマークのせいとうべつのこっかいぎいんすう）では、フォルケティング（デンマークの中央議会）における政党別の議員数（議席数）を示す。

## 一覧

### デンマーク王国（1849年-）
| 選挙       | 年月日     | 定数 | 第1党         | 第2党         | 第3党     | 第4党             | 首相                          |
| ---------- | ---------- | ---- | ------------- | ------------- | --------- | ----------------- | ----------------------------- |
| 2001年選挙 | 2001年11月 | 179  | 自由党 56     | 社会民主党 52 | 国民党 22 | 保守人民党 16     | アナス・フォー・ラスムセン    |
| 2005年選挙 | 2005年2月  | 179  | 自由党 52     | 社会民主党 47 | 国民党 24 | 保守人民党 18     | アナス・フォー・ラスムセン    |
| 2007年選挙 | 2007年11月 | 179  | 自由党 46     | 社会民主党 45 | 国民党 25 | 社会主義人民党 23 | ラース・ロッケ・ ラスムセン   |
| 2011年選挙 | 2011年9月  | 179  | 自由党 47     | 社会民主党 44 | 国民党 22 | 社会自由党 17     | ヘレ・トーニング＝ シュミット |
| 2015年選挙 | 2015年6月  | 179  | 社会民主党 43 | 国民党 37     | 自由党 34 | 赤緑連合 14       | ラース・ロッケ・ ラスムセン   |
| 2019年選挙 | 2019年6月  | 179  | 社会民主党 48 | 自由党 43     | 国民党 16 | 社会自由党 16     | ヘレ・トーニング＝ シュミット |